# Біренбойм Яків Абрамович
Біренбойм Яків Абрамович (нар. 26 березня 1908 — †7 жовтня 1943) — радянський військовик, учасник Другої світової війни. Герой Радянського Союзу (1943).

## Життєпис
Народився 26 березня 1908 в Житомирі. Закінчив школу робочої молоді, працював столяром.
До РСЧА призваний в 1930. Закінчив Полтавське військово-політичне училище.
З початком радянсько-німецької війни на фронті. 15 гвардійський повітряно - десантній полк під його командою 1 жовтня 1943 форсував Дніпро в районі с. Домантове (Чорнобильський р-н Київської обл.), з ходу вступив у бій, опанував селами Губин та Дитятки, розширив плацдарм на правому березі річки. 6 жовтня 1943 був важко поранений та помер.
Похований у м. Остер Чернігівської області.

## Нагороди
- Указом Президії Верховної Ради СРСР від 17 жовтня 1943 року за вміле командування полком, розширення плацдарму на Дніпрі і проявлені при цьому сміливість і мужність гвардії підполковнику Біренбойму Якову Абрамовичу посмертно присвоєно звання Героя Радянського Союзу.
- орден Леніна
- орден Червоного Прапора
- орден Червоної Зірки
- медалі.